# Scapteriscus vicinus
Scapteriscus vicinus är en insektsart som beskrevs av Scudder, S.H. 1869. Scapteriscus vicinus ingår i släktet Scapteriscus och familjen mullvadssyrsor. Inga underarter finns listade i Catalogue of Life.